# Stephen Kiogora
Stephen Kiogora auch Baba Kiogora (* 10. November 1974) ist ein kenianischer Marathonläufer.
2003 belegte er beim Köln-Marathon den dritten Platz. 2004 nahm er als Tempomacher für seinen Trainingspartner Timothy Cherigat am Boston-Marathon teil. Während Cherigat das Rennen gewann, entschloss sich Kiogora zum Durchlaufen und wurde Vierter. Im selben Jahr lief er, nun auf eigene Faust, als Siebter des Chicago-Marathons mit 2:09:21 seine Bestzeit.
Im Dezember 2005 gewann er den Las-Vegas-Marathon, 2006 wurde er Zweiter beim New-York-City-Marathon und 2007 Dritter beim Boston-Marathon.
Stephen „Baba“ Kiogora ist der erste international erfolgreiche Läufer aus der Stadt Meru, die nordöstlich des Mount-Kenya-Massivs liegt. Er trainiert zusammen mit Dieter Hogens KIMbia-Gruppe. Er ist in der kenianischen Armee angestellt und besitzt eine kleine Kaffeefarm.